# Бухтиярова, Мария Ивановна
Мария Ивановна Бухтиярова (Улаева) (21 октября 1938 — 16 декабря 2009) — советский передовик сельского хозяйства, доярка колхоза «Путь Ильича» Красногвардейского района, Ставропольский край. Герой Социалистического Труда (08.04.1971). Почётный гражданин Красногвардейского района (2007).

## Биография
Родилась 21 октября 1938 года в селе Преградное Евдокимовского района Орджоникидзевского края (ныне – Красногвардейский район Ставропольского края). Русская.
Окончив семилетнюю школу, с 14 лет трудилась в колхозе «Путь к коммунизму». С 1959 года работала дояркой на молочно-товарной ферме бригады № 8 в том же колхозе, а затем – дояркой в колхозе «Путь Ильича» села Родыки Красногвардейского района Ставропольского края.
Постоянно совершенствовалась в своей профессии, повышала результаты труда – надои на фуражную корову. В 1968 году добилась надоя в четыре тысячи литров, получила серебряную медаль ВДНХ СССР.
Указом Президиума Верховного Совета СССР от 8 апреля 1971 года за выдающиеся успехи, достигнутые в развитии сельскохозяйственного производства и выполнении пятилетнего плана продажи государству продуктов животноводства, Улаевой Марии Ивановне присвоено звание Героя Социалистического Труда с вручением ордена Ленина и золотой медали «Серп и Молот».
За надой в 5000 литров молока по итогам 1974 года Марию Ивановну наградили орденом Трудовой Славы 3-й степени. В том же году за трудовые успехи её имя занесли в книгу Почёта Ставропольского края.
С марта 1976 года и до выхода на пенсию М. И. Бухтиярова (в замужестве) работала дояркой в колхозе «Заря» Красногвардейского района. Воспитала четверых детей.
Избиралась депутатом Ставропольского краевого, Красногвардейского района и Родыковского сельского Совета.
Жила в Красногвардейском районе Ставропольского края. 
Умерла 16 декабря 2009 года.

## Награды
- Золотая медаль «Серп и Молот» (08.04.1971)
- Орден Ленина (08.04.1971)
- Орден Трудовой Славы III степени (14.02.1975)
- Медаль «В ознаменование 100-летия со дня рождения Владимира Ильича Ленина» (6 апреля 1970)
- Медаль «За трудовую доблесть»
- Медаль «Ветеран труда»

- медалями ВДНХ СССР:

## Память
- На могиле установлен надгробный памятник.
- Её имя занесли в книгу Почёта Ставропольского края<